# 트레이시 세비지

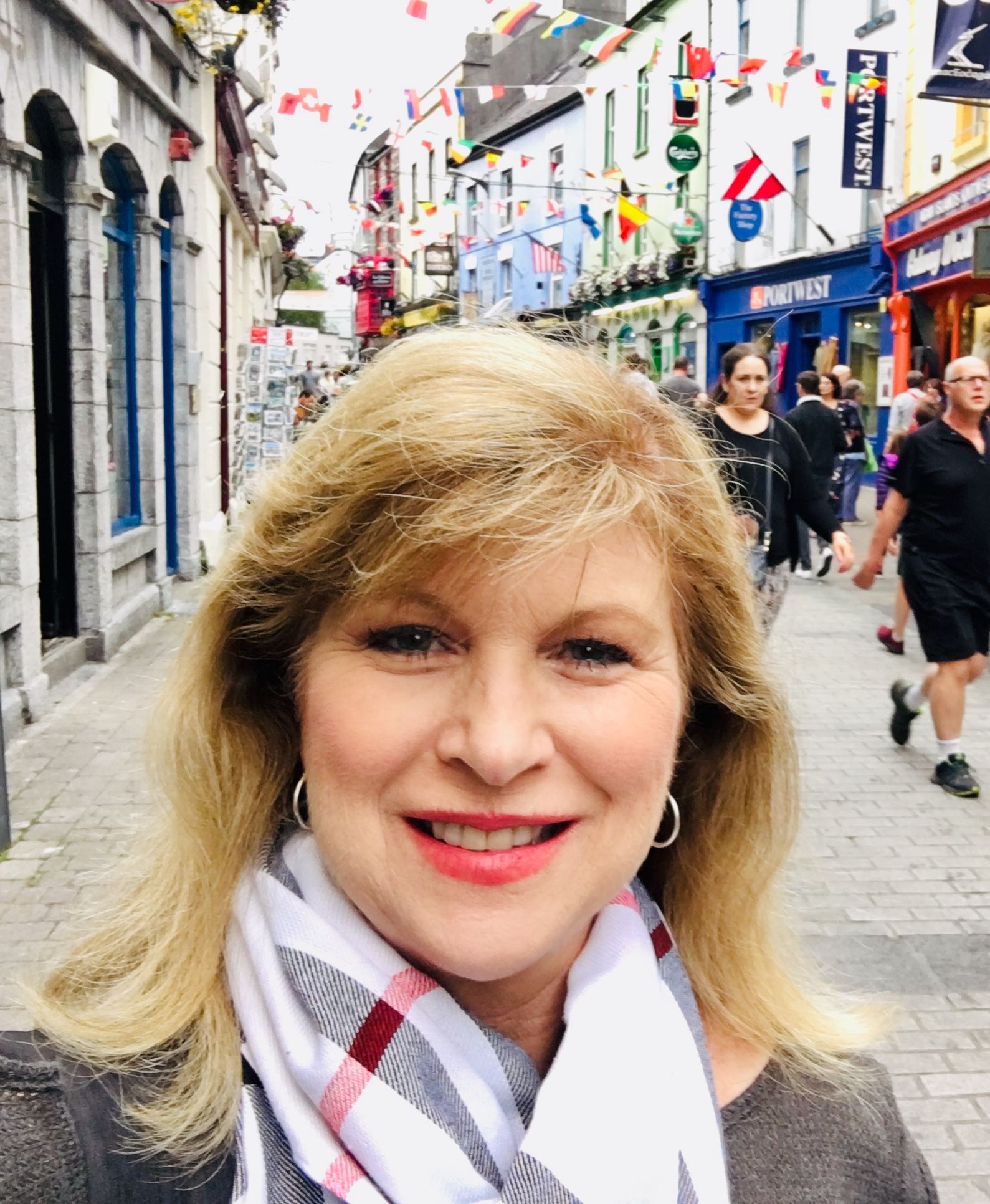

트레이시 새비지(Tracie Savage, 1962년 11월 7일 ~ )는 미국의 배우, 언론인이다.
앤아버에서 태어났다.

## 출연 작품

### 영화
- 13일의 금요일 3 (1982)

### 텔레비전
- My Three Sons (1970-71)
- 닥터 웰비 (1974-75, Marcus Welby, M.D.)
- 초원의 집 (1974-75)
- 사랑의 화원 (1976-77)